# 3100 Zimmerman
3100 Zimmerman (1977 EQ1) là một tiểu hành tinh vành đai chính được phát hiện ngày 13 tháng 3 năm 1977 bởi N. Chernykh ở Nauchnyj.